# Jacques Madubost
Jacques Madubost (Dangeau, 6 de junho de 1944 - 29 de junho de 2018) foi um atleta francês especializado na prova de salto de altura, na que conseguiu ser campeão europeu em 1966.

## Carreira desportiva
No Campeonato Europeu de Atletismo de 1966 ganhou a medalha de ouro no salto de altura, com um salto de 2.12 metros, superando a seu paisano francês Robert Sainte-Rose (prata também com 2.12 m mas em mais tentativas) e do soviético Valeriy Skvortsov (bronze com 2.09 m).

Morreu em 29 de junho de 2018, aos 74 anos.